# Hédi Ben Abbès
Hédi Ben Abbès (arabe : الهادي بن عباس), né le 5 août 1961 à Téboursouk, est un universitaire et homme politique tunisien. Il est secrétaire d'État chargé des Affaires de l'Amérique et de l'Asie au sein du gouvernement Jebali.

## Biographie

### Famille et études
Hédi Ben Abbès obtient le baccalauréat en 1981. Il poursuit ses études universitaires à Nice et y obtient en juin 1987 un doctorat en littérature anglaise et un master en anglais. En juin 2002, il obtient un autre master en droit et sciences politiques à l'université de Bourgogne à Dijon en France.

### Carrière professionnelle
Entre 1990 et 1992, il enseigne à l'université de Toronto. Entre 1993 et 2011, il est maître de conférences à l'université de Franche-Comté. Entre 2008 et 2011, il est directeur général d'une société spécialisée dans le transport international et la logistique.

### Carrière politique
Membre fondateur du Congrès pour la République (CPR) en 2001, il écrit plusieurs articles dans le journal L'Audace entre 2000 et 2003.
À la suite de la révolution tunisienne, il est élu le 23 octobre 2011 à l'assemblée constituante dans la circonscription France 2, en tant que représentant du CPR. Le 24 décembre, il est nommé secrétaire d'État chargé des Affaires de l'Amérique et de l'Asie dans le gouvernement de Hamadi Jebali. Le 1er juin 2012, il devient également porte-parole de son parti. Le 26 juillet 2013, il remet sa démission pour cause de divergences profondes dans la vision politique du parti.
Après avoir quitté le gouvernement, à la suite de l'investiture d'Ali Larayedh à sa tête, il est nommé conseiller principal du président Moncef Marzouki chargé des affaires diplomatiques. Il annonce sa démission le 20 août 2013.